# Garelli Basic
Die Garelli Basic war ein einfach konstruiertes Mofa des italienischen Herstellers Garelli, das von 1982 bis 1987 produziert wurde. Es diente als günstige Einstiegslösung innerhalb der Modellpalette und richtete sich an Fahrer und urbane Nutzer, die ein leichtes, wartungsarmes Fahrzeug suchten.

## Geschichte
Die Einführung des Modells Basic war die Reaktion auf den wachsenden Bedarf an preiswerten Fahrzeugen in einem zunehmend gesättigten Markt. Garelli nutzte für dieses Modell den bewährten horizontalen 49-cm³-Zweitaktmotor, der bereits in den Serien Noi und Katia eingesetzt wurde.
Das Fahrzeug gab es ausschließlich mit automatischem Einganggetriebe und Pedalstart. Technisch orientierte es sich stark an bestehenden Modellen, zeichnete sich jedoch durch eine vereinfachte Ausstattung und niedrige Produktionskosten aus. 
Die Garelli Basic wurde 1987 durch das modernere Modell Gary ersetzt.

## Technische Daten
| Merkmal               | Angabe                              |
| --------------------- | ----------------------------------- |
| Motor                 | 2-Takt, Einzylinder, luftgekühlt    |
| Hubraum               | 49 cm³                              |
| Bohrung × Hub         | 40 mm × 39 mm                       |
| Verdichtung           | 9 : 1                               |
| Leistung              | 1,5 PS (1,1 kW) bei 4500/min        |
| Zylinder              | Grauguss                            |
| Zündung               | Magnetzündung                       |
| Vergaser              | Dell’Orto SHA 14/12                 |
| Schmierung            | Mischung 1 : 25 (Öl-Benzin-Gemisch) |
| Kupplung              | Fliehkraftkupplung im Ölbad         |
| Getriebe              | Automatikgetriebe, 1 Gang           |
| Antrieb               | Kette                               |
| Startsystem           | Pedale                              |
| Rahmen                | Stahlrohrrahmen                     |
| Vorderradaufhängung   | Teleskopgabel                       |
| Hinterradaufhängung   | Schwinge mit Stoßdämpfer            |
| Reifen                | 2,25 × 16 Zoll (vorn und hinten)    |
| Bremsen               | Trommelbremse (vorn und hinten)     |
| Gewicht               | 45 kg                               |
| Höchstgeschwindigkeit | 40 km/h                             |
| Verbrauch             | ca. 2,2 l/100 km                    |
| Tankinhalt            | 3,2 Liter                           |

## Varianten
Der Garelli Basic wurde ausschließlich als einfaches Mofa mit Pedalstart angeboten. Eine sportlichere oder höher motorisierte Variante wurde nicht produziert.